# Ultra
Ultra е деветият албум на британската група Depeche Mode, издаден на 15 април 1997 година. Това е първият албум след напускането на Алън Уайлдър. Причината за забавянето на албума е зависимостта на Дейв Геън от алкохол и наркотици и неговият опит за самоубийство.
Ultra e описван като един от най-мрачните албуми на Depeche Mode с преобладаване на звук на елетрическа китара, силни лирични текстове. Едновременно с това се сочи и като балансиран, тъй като съдържа бавни, любовни и меланхолични песни (Home, The Love Thieves, Freestate, Sister Of Night), по-живи и ритмични творби (It's No Good) и присъщи за рок-група парчета (Barrel Of A Gun, Useless).

## Списък с песните

### Оригинален траклист
1. Barrel of a Gun – 5:35
2. The Love Thieves – 6:34
3. Home – 5:42
4. It's No Good – 5:58
5. Uselink – 2:21
6. Useless – 5:12
7. Sister Of Night – 6:04
8. Jazz Thieves – 2:54
9. Freestate – 6:44
10. The Bottom Line – 4:26
11. Insight – 6:26

### Колекционерско издание CD + DVD

#### Live тракове от Лондон, април 1997 (за DTS 5.1, Dolby Digital 5.1, PCM Stereo)
1. Barrel of a Gun
2. It's No Good
3. Useless

#### Бонус тракове (за PCM Stereo)
1. Painkiller
2. Slowblow
3. Only When I Lose Myself
4. Surrender
5. Headstar

#### Допълнителен материал
1. "Депеш Мод 95–98 (О, това е краят на групата...) (50-минутно документално)